# Modernizm w Europie Środkowej

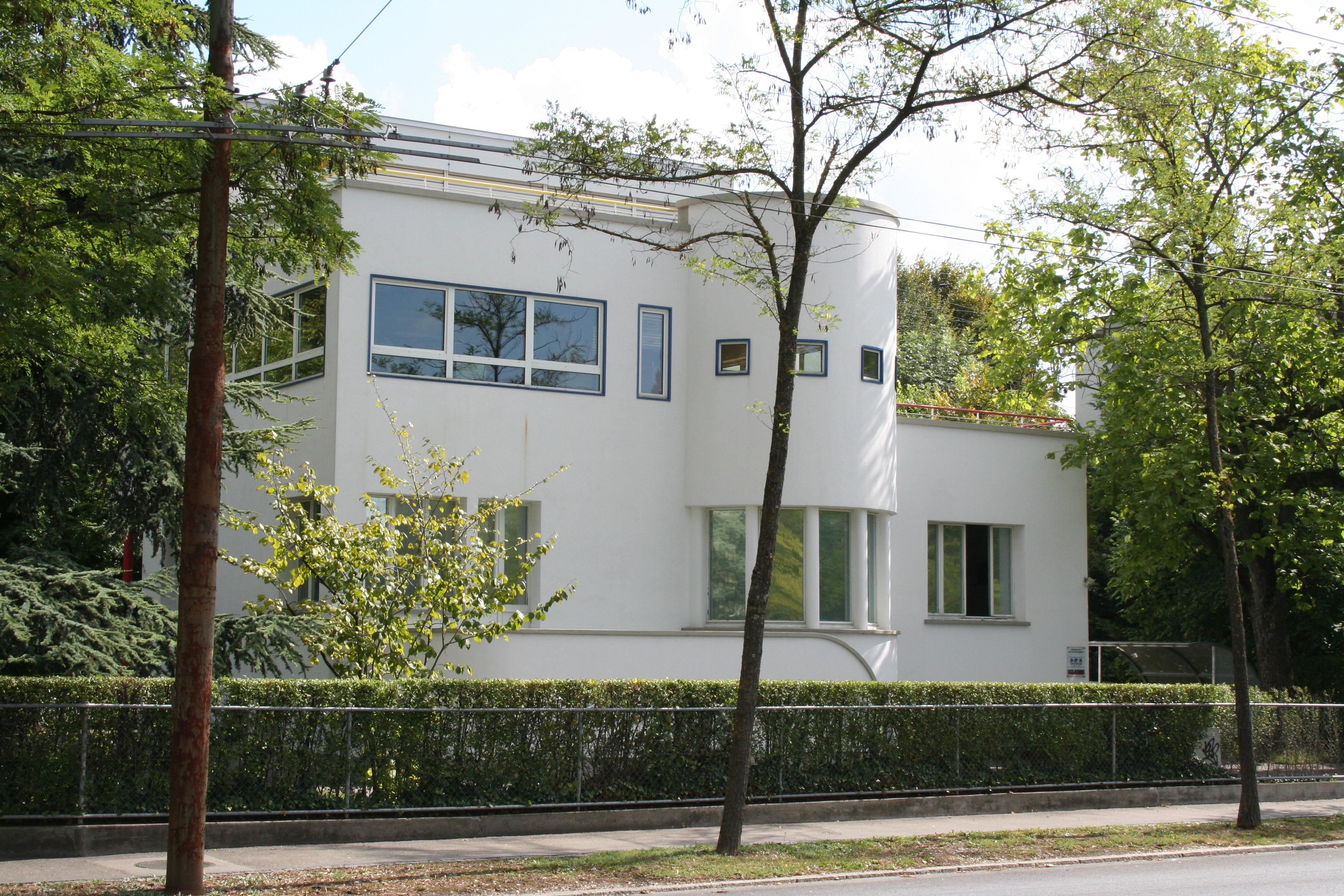
Modernizm w Szwajcarii: Otto Schaub, dom jednorodzinny przy Ländtestrasse w Biel

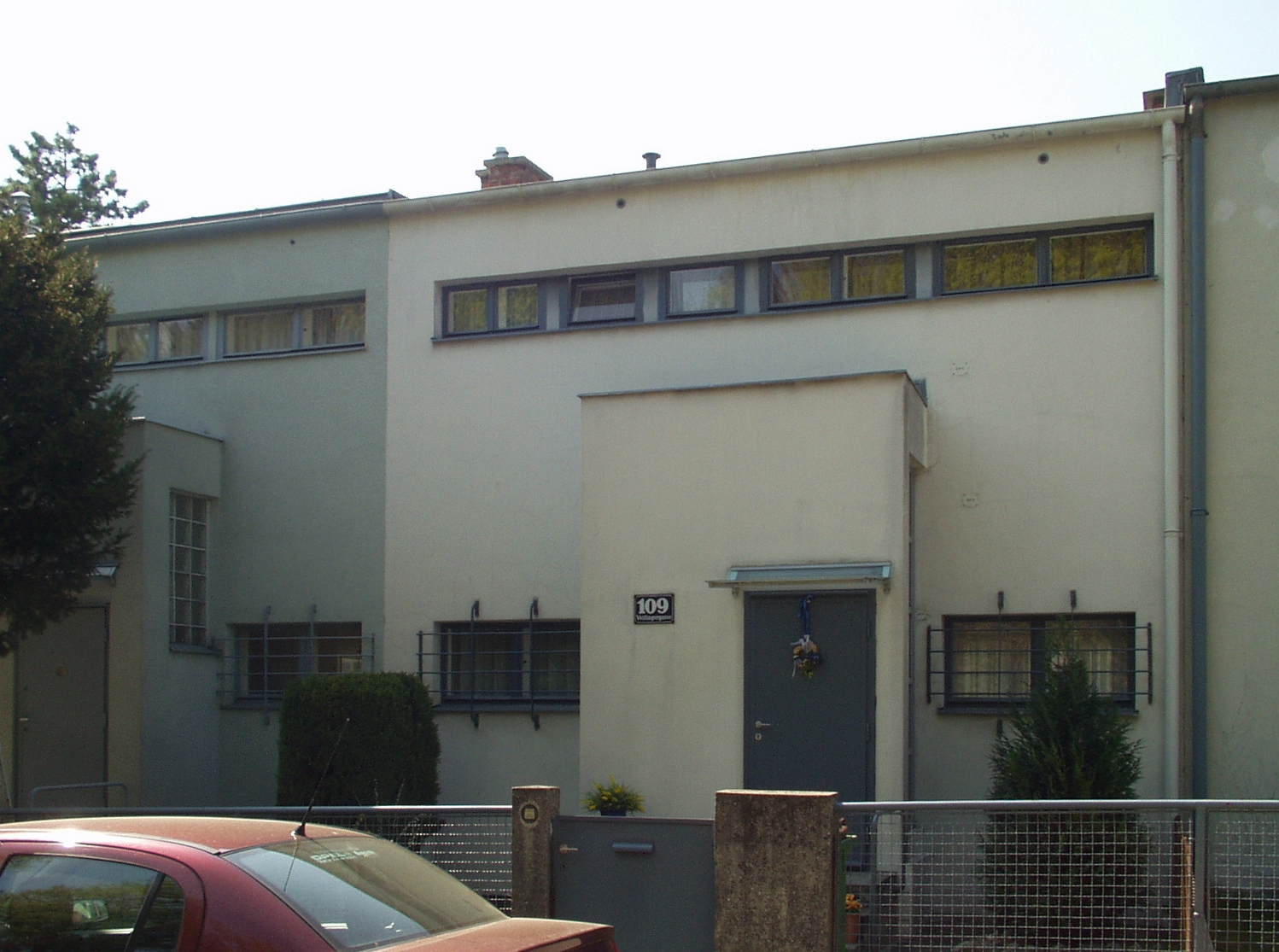
Modernizm w Austrii: Ernst Plischke, dom na wystawie Werkbundu w Wiedniu

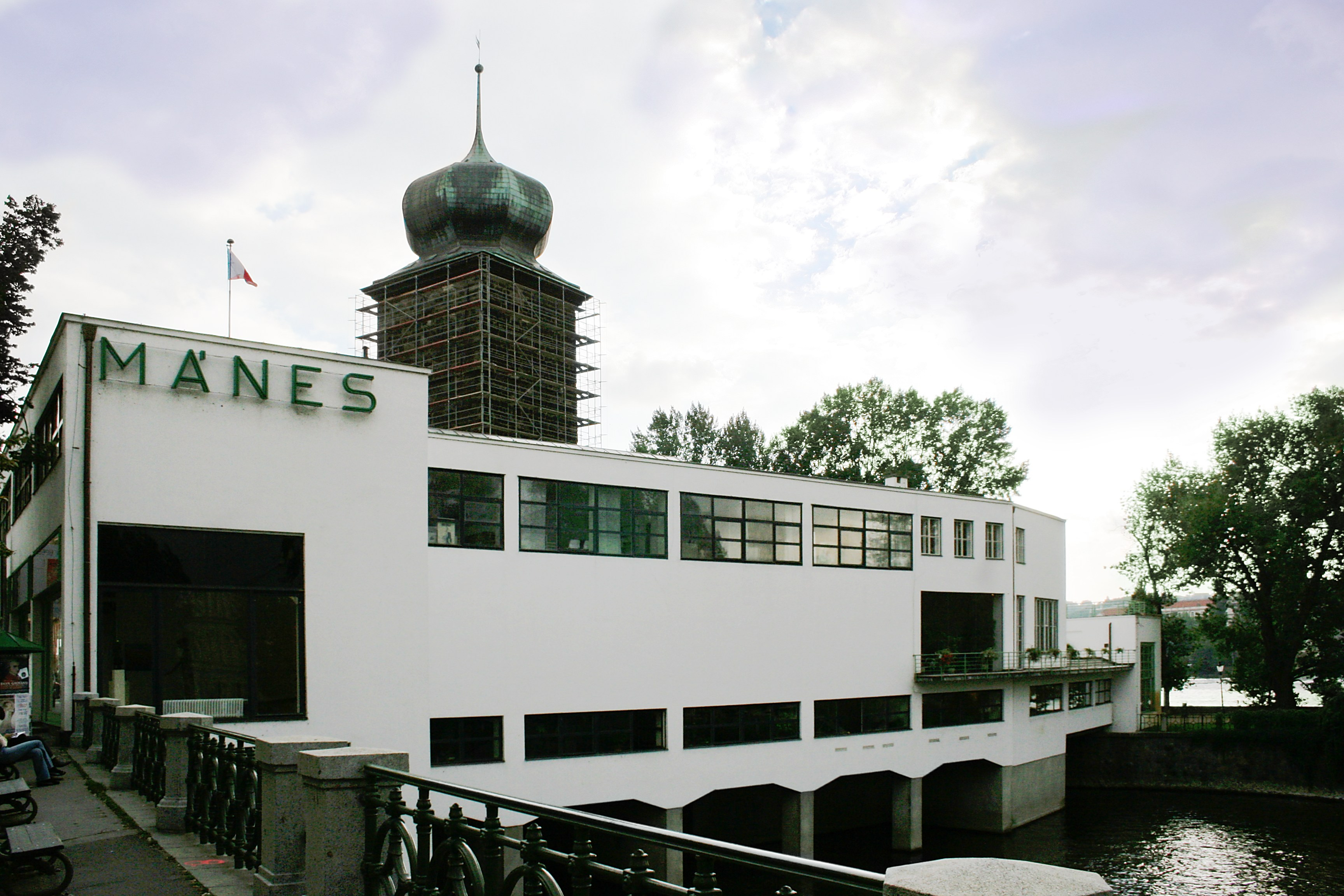
Modernizm w Czechach: Otakar Novotný, restauracja i galeria grupy twórczej Mánes w Pradze

Modernizm – prąd w architekturze nowoczesnej, w Europie Środkowej zdobył uznanie stosunkowo wcześnie. Początkowo określany był jako funkcjonalizm lub racjonalizm.
Po pierwszej fazie modernizmu nastąpił w latach 30. odwrót w kierunku form bardziej tradycyjnych, przy czym w różnych krajach miał on różny zasięg. Po II wojnie światowej w krajach bloku wschodniego przez kilka lat panował, najczęściej wymuszony, socrealizm. Od końca lat 50. następował powrót do modernizmu, który obok ambitnego poszukiwania nowych form obejmował także powszechne standardowe budownictwo prefabrykowane.

## Wpływ modernizmu niemieckiego
Większość krajów Europy Środkowej pozostawała w okresie międzywojennym pod wpływem architektury rozwijającej się w Niemczech. Tradycyjne kontakty zawarte jeszcze w czasach Austro-Węgier pozostawały żywe, a Deutscher Werkbund działał także w Czechosłowacji, gdzie zorganizował dwie wystawy. Wielu młodych architektów z Austrii, Szwajcarii, Czechosłowacji czy Węgier kształciło się na Bauhausie.
W Austrii, Szwajcarii i RFN (czyli krajach języka niemieckiego bez NRD) kontakty kulturalne były silne przez cały okres po II wojnie światowej, wielu architektów austriackich i szwajcarskich odegrało znaczącą rolę w odbudowie zachodnich Niemiec.
Modernizm w Polsce został opisany w osobnym artykule.

## Szwajcaria
W pierwszych latach XX wieku czołowe miejsce wśród architektów niemieckojęzycznej Szwajcarii zajmował Karl Moser, posługujący się bardzo szerokim repertuarem form i tworzący obok stosunkowo konwencjonalnych budynków historyzujących i neoklasycystycznych pierwsze konstrukcje pozostawione w surowym betonie. W czasie gdy w sąsiednich krajach Europy trwała I wojna światowa, w Szwajcarii nastąpił kryzys w budownictwie, związany z niedostępnością niektórych importowanych materiałów budowlanych. Nowoczesna architektura ograniczała się w tym czasie do nielicznych przykładów, takich jak Villa Schwob w La Chaux-de-Fonds zbudowana przez Charlesa Eduarda Jeannereta, znanego później pod pseudonimem artystycznym Le Corbusier oraz osiedle domków szeregowych w Bazylei autorstwa Hansa Bernoulliego. Po 1918 aktywność budowlana gwałtownie wzrosła, aby zaspokoić narosły w czasie wojny popyt na mieszkania. Duże osiedla spółdzielcze Freidorf w Mutenz i Vogelsang w Bazylei wznieśli w tym czasie w stosunkowo tradycyjnych formach Hannes Meyer i Bernoulli.
Wraz ze wzrostem koniuntury w Europie Środkowej od 1924 nastąpił rozkwit prawdziwie modernistycznej architektury, wpierw przede wszystkim pod wpływem modernizmu holenderskiego. Holender Mart Stam i Rosjanin El Lissitzky wydawali czasopismo ABC, propagując rozwój funkcjonalnej i radykalnie awangardowej architektury w Szwajcarii i wywierając wpływ na całą Europę. W Bazylei, Zurychu, Winterthur i Genewie powstały dalsze duże osiedla spółdzielcze.
W 1927 Liga Narodów rozpisała konkurs na nową siedzibę w Genewie. W czasie postępowania konkursowego jurorzy skłaniali się do przyznania I nagrody działającemu w tym czasie we Francji Le Corbusierowi, jego nowoczesny projekt jednak zdyskwalifikowano pod błahym pretekstem i zdecydowano się na rozwiązanie neoklasyczne. W 1928 w La Sarraz zawiązano niejako w reakcji na te wydarzenia CIAM, międzynarodowe stowarzyszenie architektów ruchu nowoczesnego, co spowodowało, że Szwajcaria stała się znaczącym centrum ruchu. W 1930 zorganizowano w Bazylei I Szwajcarską Wystawę Mieszkaniową (WOBA).

### Wybrane przykłady
- Immeuble Clarté w Genewie, 1931–1932, Le Corbusier
- Osiedle Neubühl w Zurychu, 1931, dz. zbiorowe

### Główni przedstawiciele
Paul Artaria • Max Bill • Le Corbusier • Hannes Meyer • Karl Moser • Werner Moser • Mart Stam

## Austria

### Wybrane przykłady
- dom bez brwi w Wiedniu, 1909–1911, Adolf Loos
- Karl-Marx-Hof, 1927–1930, Karl Ehn
- Osiedle Werkbundu w Wiedniu
- Hala miejska w Wiedniu, 1953–1958, Roland Rainer
- UNO-City, 1973–1979, Johann Staber
- Wohnpark Alt Erlaa, 1973–1985, Harry Glück, Kurt Hlaweniczka oraz Requat & Reinthaller
- Wotrubakirche, 1974–1976, Fritz Wotruba

### Główni przedstawiciele
Josef Frank • Adolf Loos • Roland Rainer • Karl Schwanzer

## Czechy
Na przełomie XIX i XX wieku główną postacią środowiska postępych architektów czeskich, skupionych przede wszystkim w Pradze, był Jan Kotěra, tworzący w stylu secesyjnym, lecz pozostający jednocześnie pod wpływem angielskiej grupy Arts and Crafts. Wśród uczniów Kotěry wyróżniali się Josef Gočar i Pavel Janák, inspirujący się kubizmem i ekspresjonizmem. Wraz z Otakarem Novotnym próbowali wprowadzić rondokubizm (czes. rondokubismus) jako czeski styl narodowy w nowoczesnej architekturze, jednak po wykładach Berlagego w Pradze skierowali się ku architekturze ceglanej. Cykl wykładów w Pradze, obejmujący także wystąpienia Gropiusa, Ouda, Loosa, Le Corbusiera i Amadee Ozenfanta wywarł duży wpływ na porzucenie przez wielu czeskich architektów rozwiązań klasycyzujących na rzecz architektury nowoczesnej.
Wkrótce wykształciły się w Czechach trzy środowiska modernistów lub funkcjonalistów:
- W grupie skupionej wokół czasopisma Stavitel zaobserwować można wpływy kubizmu i nowoczesnej architektury holenderskiej. Należeli do niej m.in. Adolf Benš, Bohuslav Fuchs, Kamil Roškot, Josef Stepánek.
- Grupa Devětsil, związana z czasopisem RED skupiała się wokół teoretyka i krytyka architektury Karela Teigego i orientowała się na twórczość Le Corbusiera. Do grupy tej zaliczali się m.in. Jaromír Krejcar, Jaroslav Fragner, Josef Havlíček.
- Grupa skupiona wokół czasopisma Stavba – Oldřich Tyl, Oldřich Starý, Ludvík Kysela

Po II wojnie światowej i fazie socrealizmu około 1960 upowszechnił się w wielkomiejskiej architekturze Czech styl międzynarodowy.

### Wybrane przykłady
- Veletržní palác w Pradze, Oldřich Tyl i Oldřich Starý, 1924-1928 – poziome pasy okienne, obszerne przeszklenia
- elektrownia praska, Adolf Benš i Josef Kříž, 1926-1935
- osiedle Deutsche Werkbundu Novy Dům w Brnie, 1927-1928
- Dom Książki Librex w Ostrawie, Karel Kotas, 1928
- sanatorium Machnác w Trenčianskich Teplicach, Jaromír Krejcar, 1930-1932
- osiedle Deutsche Werkbundu BaBa w Pradze
- Willa Tugendhatów w Brnie, Ludwig Mies van der Rohe, 1930
- dom towarowy Máj w Pradze, Karel Hubáček i grupa SIAL, 1975

### Główni przedstawiciele
Josef Gočár • Bohuslav Fuchs • Oldřich Starý

## Węgry
Z Węgier wywodziło się wielu znaczących architektów modernizmu, m.in. Marcel Breuer i Fred Forbat, jednak działali oni przede wszystkim poza granicami kraju.
Od 1951 do około 1954 trwała na Węgrzech krótka faza socrealizmu, a następnie zaczął przeważać regionalizm.

### Wybrane przykłady
- Willa w Budapeszcie, Farkas Molnár, 1932 – gra kubicznych i obłych w planie form
- budynek wielorodzinny przy Margit Krt. w Budapeszcie, Béla Hofstätter i Ferenc Domány, 1937